# مدال و جایزه فارادی
مدال و جایزه فارادی (انگلیسی: Institute of Physics Michael Faraday Medal and Prize) یک مدال طلا است که سالانه توسط مؤسسه فیزیک در فیزیک آزمایشگاهی اعطا می‌شود. این جایزه «به‌خاطر کمک‌های برجسته و پایدار در فیزیک تجربی» اعطا می‌شود. این مدال با یک جایزهٔ ۱۰۰۰ پوندی و یک تقدیرنامه همراه است.

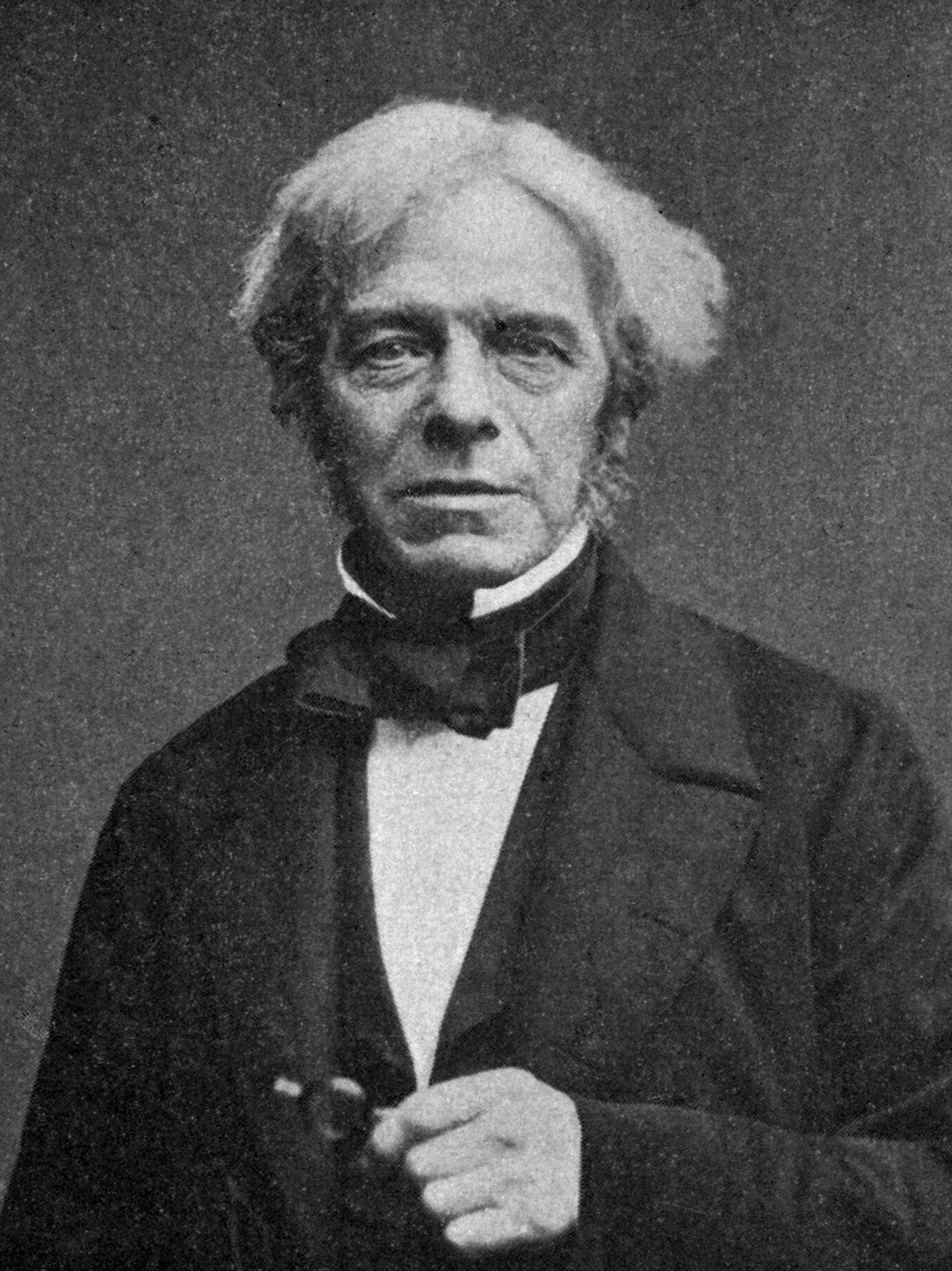
مایکل فارادی (۱۷۹۱–۱۸۶۷)

## تاریخچهٔ توسعه
- ۱۹۱۴–۱۹۶۵ سخنرانی گاتری برای یادآوری فریدریش گاتری،[۳] بنیانگذار انجمن فیزیکی (که در سال ۱۹۶۰ با انستیتوی فیزیک ادغام شد) آغاز شد.
- ۱۹۶۶–۲۰۰۷ مدال و جایزه گاتری (در پاسخ به شرایط تغییر یافته از زمان تأسیس سخنرانی). از سال ۱۹۹۲ به یکی از جوایز برتر مؤسسه تبدیل شد.
- ۲۰۰۸ - مدال و جایزه مایکل فارادی کنونی

## مدال‌داران و سخنران‌ها

### مدال‌داران فارادی
- ۲۰۱۹ روی تیلور، «برای کمک‌های گسترده و بین‌المللی او در توسعهٔ به‌ویژه متنوع طیفی منابع لیزر فوق سریع و بررسی‌های اساسی پیشگامانه فیبرهای نوری غیرخطی که به داشتن کاربردهای علمی و تجاری رسیده‌اند.»[۴]